# 10941 Mamidala
10941 Mamidala eller 1999 CD79 är en asteroid i huvudbältet som upptäcktes den 12 mars 1999 av LINEAR i Socorro County, New Mexico. Den är uppkallad efter Sai Preethi Mamidala.